# Hilara efficiens
Hilara efficiens är en tvåvingeart som beskrevs av White 1916. Hilara efficiens ingår i släktet Hilara och familjen dansflugor. Inga underarter finns listade i Catalogue of Life.